# Singaporemma bifurcatum
Espèce
Synonymes
- Singaporemma bifurcata Lin & Li, 2010

Singaporemma bifurcatum est une espèce d'araignées aranéomorphes de la famille des Tetrablemmidae.

## Distribution
Cette espèce est endémique du Guizhou en Chine,. Elle se rencontre dans la grotte Hejiao dans le xian de Suiyang.

## Publication originale
- Lin & Li, 2010 : New armored spiders of the family Tetrablemmidae from China. Zootaxa, no 2440, p. 18-32.